# Valdaora
Olang (Valdaora) tiếng Ý: Valdaora; tiếng Đức: Olang; Archaic (985 AD): Olanga) là một đô thị ở tỉnh Bolzano-Bozen trong vùng Trentino-Alto Adige/Südtirol của Ý, có vị trí cách khoảng 100 km về phía đông bắc của thành phố Trento và khoảng 60 km về phía đông bắc của thành phố Bolzano. Tại thời điểm ngày 31 tháng 12 năm 2004, đô thị này có dân số 2.878 người và diện tích là 49.0 km².
Đô thị Olang (Valdaora) có các frazioni (các đơn vị cấp dưới, chủ yếu là các làng) Geiselsberg, Mitterolang, Niederolang, và Oberolang.
Olang (Valdaora) giáp các đô thị: Bruneck (Brunico), Mareo (it. Marebbe; de. Enneberg), Prags (Braies), Rasen-Antholz (Rasun Anterselva), và Welsberg-Taisten (Monguelfo-Tesido).